# Eugene Symphony
L'Eugene Symphony è un'orchestra statunitense con sede a Eugene, Oregon.

## Contesto e descrizione
La sala per concerti principale è la Silva Concert Hall presso l'Hult Center for the Performing Arts. Circa 27.000 persone partecipano ogni anno a concerti di musica classica e pop della Eugene Symphony.
L'attuale direttore è Francesco Lecce-Chong. La Eugene Symphony è una compagnia residente dell'Hult Center for the Performing Arts e si esibisce nella Silva Hall, nel centro di Eugene e nell'Anfiteatro Cuthbert vicino ad Alton Baker Park.